# Ragionula rosacea
Ragionula rosacea is een mosdiertjessoort uit de familie van de Romancheinidae. De wetenschappelijke naam van de soort is, als Eschara rosacea, voor het eerst geldig gepubliceerd in 1856 door Busk.